# 澤口夏奈子
澤口 夏奈子（さわぐち かなこ、1970年8月20日 - ）は、マックスプロモート所属の女優。身長158cm・体重43kg。長野県出身。特技は日本舞踊・タップダンス・スキー・スケート。

## 出演

### テレビ
- 女刑事ふたり
- 目撃者
- 事件12
- あいくるしい
- ドールハウス
- 負け犬の壁
- 松本清張特別企画・危険な斜面 （2000年9月、TBSテレビ） - 大久保 役
- ラストプレゼント 娘と生きる最後の夏
- GOOD LUCK!!
- 独身3!!
- Love Story
- 渡る世間は鬼ばかり
- 菊次郎とさき
- 特上カバチ!! （2010年1月、TBSテレビ）
- LADY〜最後の犯罪プロファイル〜 （2011年1月14日、TBSテレビ）
- 愛・命 〜新宿歌舞伎町駆け込み寺〜 （2011年12月17日、テレビ朝日）
- レジデント〜5人の研修医 （2012年11月15日、TBSテレビ） - 田村雪子 役
- 刑事のまなざし 第7話（2013年11月18日、TBS） - 藤川家の近所の主婦 役[1]
- 松本清張 黒い福音〜国際線スチュワーデス殺人事件〜（2014年1月19日、テレビ朝日）
- 妻、小学生になる。 第1話（2022年1月21日、TBS）